# Jurij Paušek
Jurij Paušek (Pauschek), cenzurni knjižni revizor, * 8. april 1784, Ljubljana, † 15. junij 1853, Ljubljana.

## Življenje
V Ljubljani je obiskoval normalko (1796 do 1800), gimnazijo (1800 do 1805), študiral je filozofijo (1805 do 1807) in bogoslovje (1807 do 1811). Šolanje so financirali sorodniki iz Šentlamberta in Polšnika. 
Leta 1809 je služboval kot skriptor v licejski knjižnici v Ljubljani, ko je leta 1811 doštudiral bogoslovje, pa kot vikar na Igu. Od leta 1813 do 1835 je bil profesor filozofije na ljubljanskem liceju in od 1829 nadomeščal profesorja pedagogike. Profesuri se je odpovedal, ko ga je leta 1834 cesar imenoval za ljubljanskega kanonika. 1838 je postal direktor filozofskih študij na ljubljanskem liceju, od 1842 do 1843 pa je bil tudi rektor liceja. 
Od 1814 naprej je bil knjižni revizor pri ljubljanskem guberniju, 1816 je postal predstojnik knjižnorevizijskega urada v Ljubljani, ki je razsojal tudi za beljaško in od 1825 še za celovško okrožje.
Po marčni revoluciji 1848 so v Ljubljani razglasili, da je cenzura ukinjena, in po prenovi srednje šole je bil Paušek leta 1849 upokojen.

## Delo
Bil je prvi in zadnji predmarčni knjižni revizor. Njegova naloga je bila, da izloča in prepove prodajo sumljivih ali prepovedanih knjig, nadzira uvoz in prodajo tujih knjig, pregleda vsak rokopis in v njem zabeleži mesta, ki jih je cenzura črtala ter preveri, če je tisk skladen z zahtevami cenzure.
Leta 1814 je zahteval, da se Vodnikova slovnica s pesnitvijo Ilirija oživljena ne sme prodajati, 1819 pa je iz prodaje Vodnikove bibliografske zapuščine izključil pet del. Njegov zaveznik je bil referent Mayr s cenzurnega referata, ki ga je 1824 predlagal za cenzorja literarnega tednika Slavinja, za katerega se je zavzemal Frančišek Ksaver Andrioli.
Paušek je cenzuriral Kranjsko čbelico (KČ); bil je pozoren predvsem na Prešernove pesmi, vendar prvih treh zvezkov ni cenzuriral. Za cenzorja KČ, Matijo Čopa, je Paušek 1833 predlagal, naj mu nikoli več ne dovolijo cenzure. Na to odločitev so ga usmerili Metelko, Ravnikar in somišljeniki. Na svojo stran je Paušek pridobil tudi cerkev, saj je trdil, da pri KČ želijo tiskati nekaj proti duhovščini. Dosegel je, da so četrti zvezek poslali v cenzuro na Dunaj. Tam so Pauškove postopke imenovali za prekoračitev njegovih pooblastil in Čopa za zanesljivega cenzorja. Kastelic je nekoliko spremenjen četrti zvezek ponovno poslal v cenzuro, ki je dovolila, da zvezek izide.
Paušek je dovolil ponatis Županove Micke leta 1840, objavo skoraj vseh pesmi štirih Korytkovih zvezkov, leta 1842 je dovolil tiskati Sedem sinov Jožefa Žemlje, čeprav je škof Anton Wolf temu nasprotoval. Prešernovim Poezijam pa je bil revizor, ne cenzor. 
Po marčni revoluciji je Paušek začel kazati več zanimanja za slovenski preporod. 